# 王立バーミンガム芸術家協会

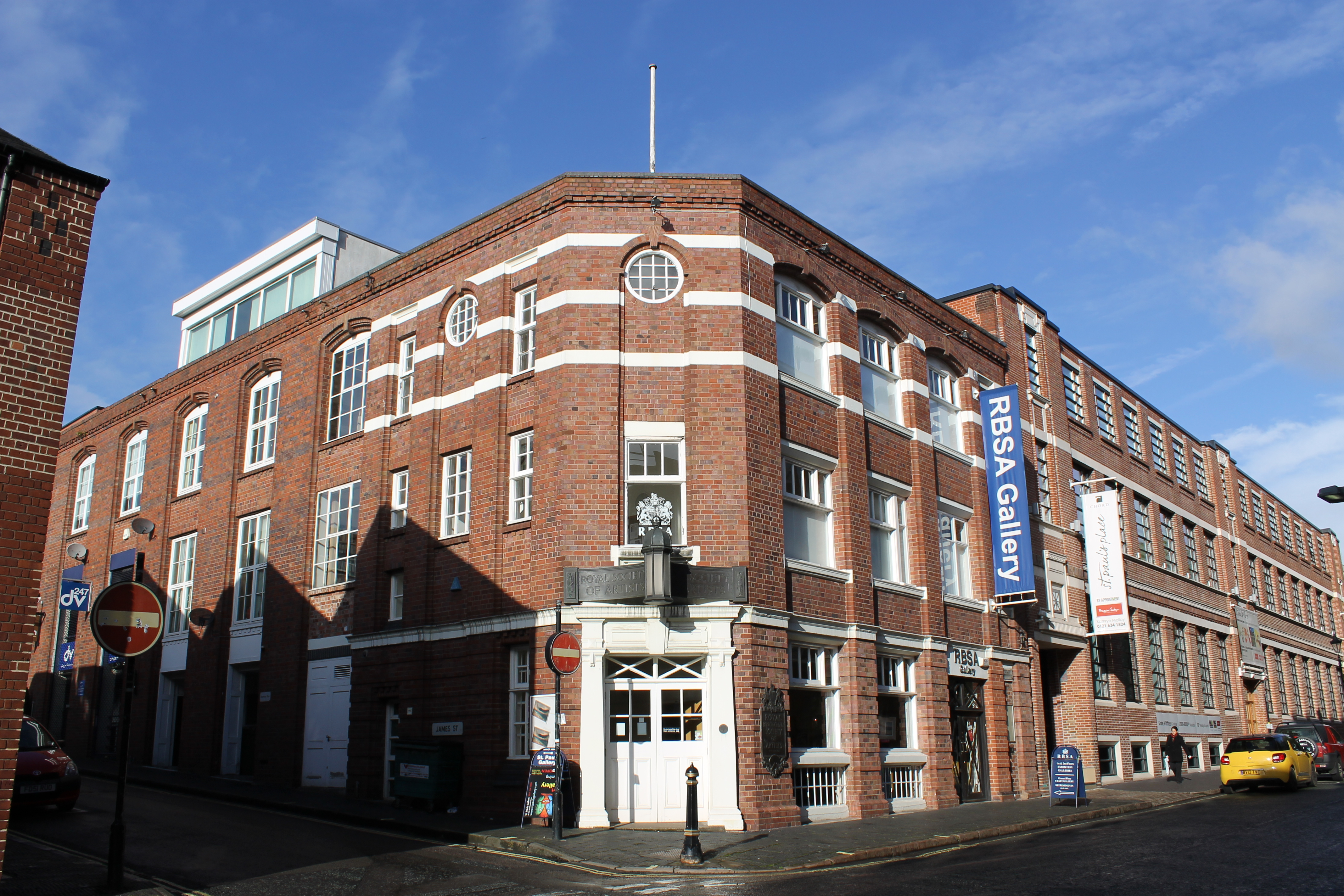
2012年のRBSA

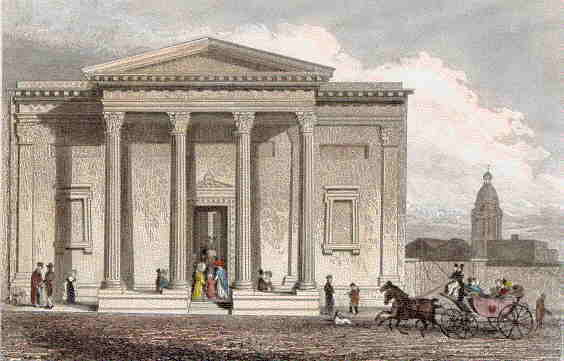
旧建物(1830)

王立バーミンガム芸術家協会(Royal Birmingham Society of Artists: 略称 : RBSA)は、イギリスのバーミンガムの Jewellery Quarterに本部がある、美術団体である。バーミンガムのBrook Streetにあるギャラリーを運営している。登録チャリティ団体(registered charity)である。

## 歴史
1812年にバーミンガム芸術協会(Birmingham Society of Artists)として設立された。この協会は1809年に Peck Laneで、サミュエル・ラインズ（Samuel Lines:1778-1863) やホートン(Moses Haughton: 1734-1804) 、ヴィンセント・バーバー(Vincent Barber:1788–1838)、チャールズ・バーバー (Charles Barber: 1784-1854)らによって、絵画教室を開かれたのに始まり 、1814年にこのグループがバーミンガム美術アカデミーを設立し、その年最初の展覧会が開かれた。1929年にトーマス・リックマン設計で、ギャラリーと事務所の建物が建設された。1868年に勅許を受け「王立バーミンガム芸術家協会」となった。
ヴィクトリア朝時代後期になって、ラファエル前派の芸術家や「アーツ・アンド・クラフツ運動」の芸術家といったイギリスの美術の歴史に需要な人物がこの協会で活動したことによって影響力のある団体となった。初期の団体の目的は芸術家の養成であったが、1843年にバーミンガム美術学校(Birmingham School of Art)が設立され、教育機関として分離され、1877年から美術学校はバーミンガム市が運営するようになった。
現在もバーミンガム地域の芸術家の作品を展示し、育成する活動を続けている。入会が申請されると、会員による投票で準会員が選ばれ、正会員になるのも会員の投票で選ばれる。

## 歴代会長と在任期間
- 1842 -1849: マーティン・アーチャー・シー, PRA
- 1850 -1865: チャールズ・ロック・イーストレイク, PRA
- 1866 -1878: Sir Francis Grant, PRA
- 1879 -1880: フレデリック・レイトン,Bart., PRA
- 1881 -1882: ジョン・エヴァレット・ミレー, Bart., PRA
- 1883 -1884: ローレンス・アルマ＝タデマ, RA
- 1885 -1886: エドワード・バーン＝ジョーンズ, Bart.
- 1887 -1888: ジョージ・フレデリック・ワッツ, RA
- 1889 -1890: フレデリック・レイトン, Bart., PRA
- 1891 -1892: ウィリアム・オーチャードソン, RA
- 1893 -1894: フーベルト・フォン・ヘルコマー, RA
- 1895 -1896: ローレンス・アルマ＝タデマ, RA
- 1897 -1898: エドワード・ポインター, PRA
- 1899 -1900: ウィリアム・ブレイク・リッチモンド
- 1901 -1902: エドウィン・オースティン・アビー, RA
- 1903 -1904: ヴァレンタイン・キャメロン・プリンセプ, RA
- 1905 -1906: Sir Aston Webb, RA
- 1907 -1908: Sir Ernest Waterlow, RA, PRWS
- 1909: Edward John Gregory, RA, PRI
- 1910 -1914: Sir George Frampton, RA, LLD, FSA
- 1915 -1924: アルフレッド・ドゥルーリー, RA
- 1925 -1926: フランク・ブラングィン, RA
- 1927 -1931: William John Wainwright, RWS
- 1931 -1935: J.V. Jelley
- 1935 -1939: Edward S. Harper
- 1939 -1945: Joseph Southall (在職中に逝去, 1944)
- 1945 -1948: Charles Wheeler, RA[8]
- 1948 -1950: William Bloye, FRBS

(以降 省略）